# Śmiertelna troska
Śmiertelna troska (ang. Deadly Care) – amerykański dramat telewizyjny CBS z 1987 roku z muzyką autorstwa członków awangardowej grupy elektronicznego rocka Tangerine Dream. Film opowiada prawdziwą historię życia pielęgniarki Anne Halloran. Krytyka ustosunkowała się bardzo pozytywnie do tego obrazu, co jest przede wszystkim wielką zasługą odtwórczyni głównej roli Cheryl Ladd.

## Opis fabuły
Pielęgniarka Anne Halloran i dr Miles Keefer prowadzą od czterech lat, założony przez siebie wewnątrz szpitala, oddział intensywnej terapii dla chorych na serce. Praca na tym oddziale stała się dla Anne najważniejszą sprawą życia, po śmierci narzeczonego i zniszczonych związkach rodzinnych. Z czasem napięcie towarzyszące pracy zaczyna przytłaczać Anne, która sięga coraz częściej po środki uspokajające i alkohol. Ustawiczne drżenie rąk i dziwne zachowanie Anne zwraca uwagę personalu szpitala. Gdy nie może już dłużej ukrywać swego stany psycho-fizycznego, opuszcza szpital. W Portland Anne ma nadzieję rozpocząć nowe życie, ale narkotyki są silniejsze od jej dobrej woli.